# Castañar de Ibor
Castañar de Ibor ist ein spanischer Ort und eine Gemeinde (municipio) mit insgesamt 1.032 Einwohnern (Stand: 2024) in der Provinz Cáceres in der Autonomen Gemeinschaft Extremadura.

## Lage und Klima
Castañar de Ibor liegt im Osten der Provinz Cáceres nahe der Grenze zur neukastilischen Provinz Toledo in einer Höhe von ca. 775 m. Die Entfernung zur Hauptstadt Cáceres beträgt ca. 100 km (Fahrtstrecke) in westsüdwestlicher Richtung. Das Klima ist meist warm und trocken; der eher spärliche Regen fällt hauptsächlich im Winterhalbjahr. 

## Bevölkerungsentwicklung
| Jahr      | 1970 | 1981 | 1991 | 2001 | 2011 | 2021 |
| Einwohner | 1869 | 1647 | 1366 | 1298 | 1161 | 1023 |

Die zunehmende Mechanisierung der Landwirtschaft, die Aufgabe bäuerlicher Kleinbetriebe („Höfesterben“) und die daraus resultierende Arbeitslosigkeit auf dem Land hatten seit den 1950er Jahren zu einem deutlichen Rückgang der Einwohnerzahlen geführt.

## Sehenswürdigkeiten
- Benediktskirche (Iglesia de San Benito)
- Computermuseum

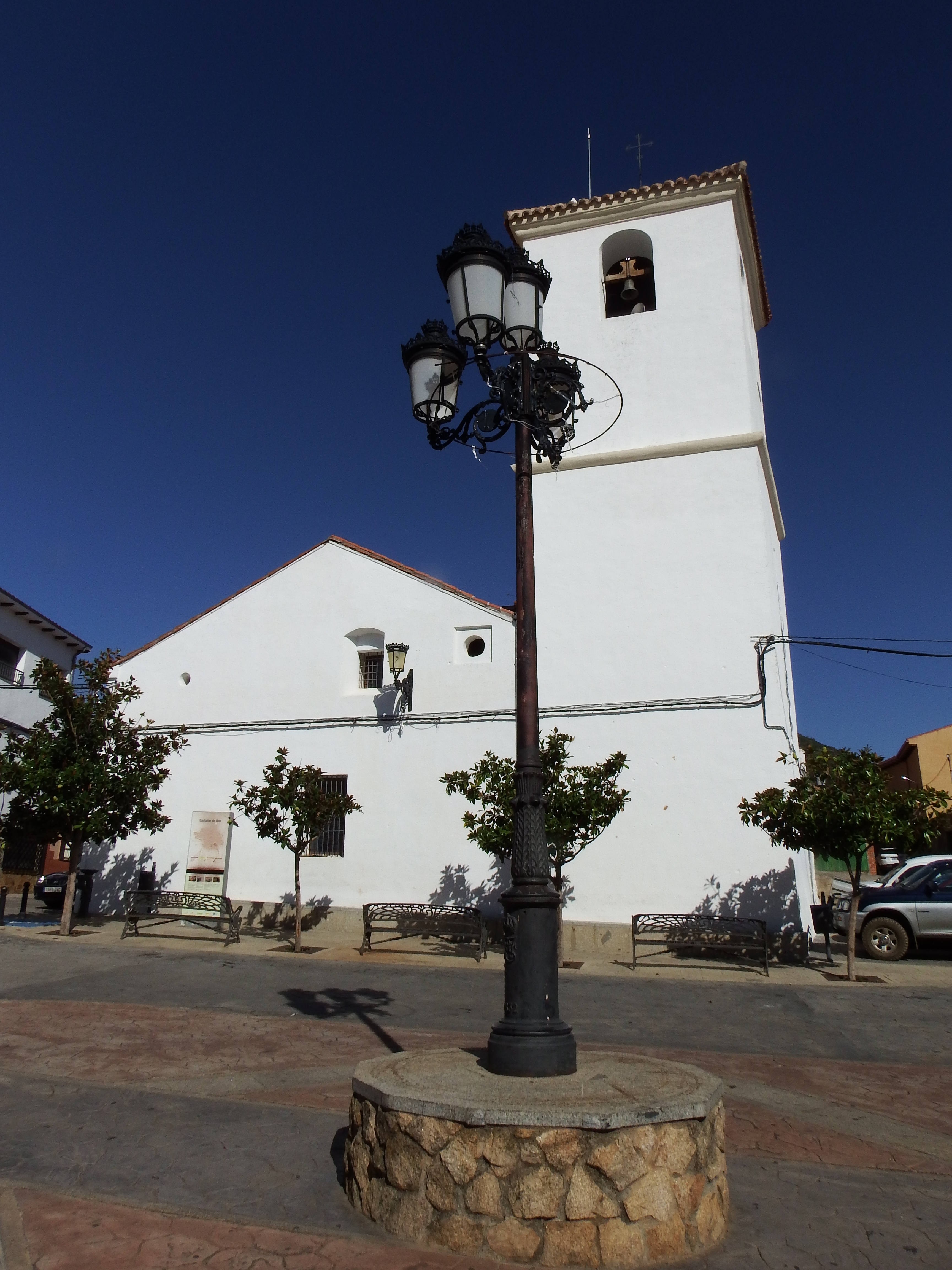
Benediktskirche
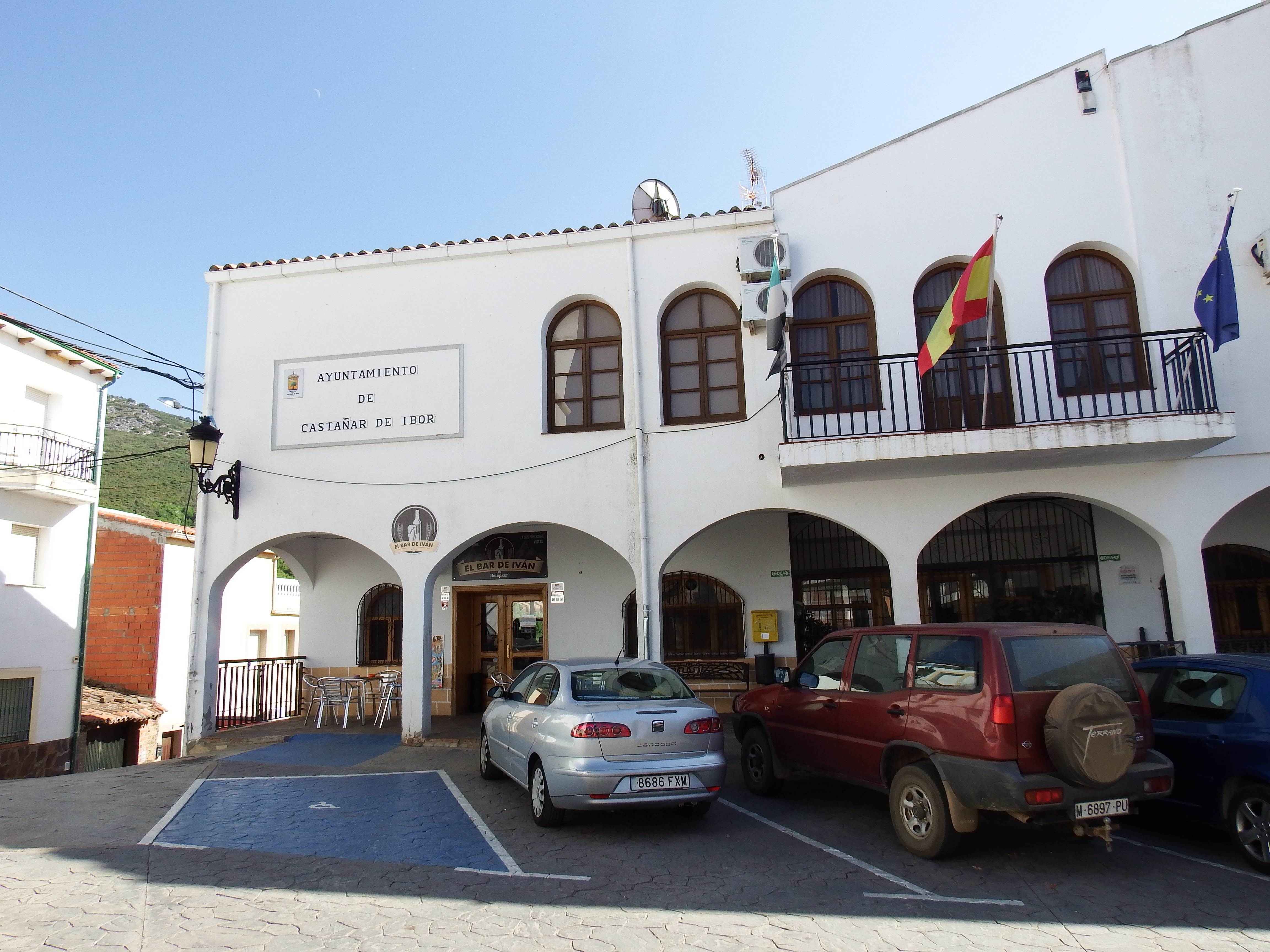
Rathaus